# Zlaté kapradí
Zlaté kapradí è un film del 1963 diretto da Jiří Weiss.